# Петровское (Селивановский район)
Петровское — деревня в Селивановском районе Владимирской области России. Входит в состав Чертковского сельского поселения.

## География
Деревня расположена при региональной автодороге 17Н-8,  в 4 км на запад от центра поселения деревни Чертково и в 16 км на северо-восток от райцентра — Красной Горбатки.

## История
В конце XIX — начале XX века деревня Петровская входила в состав  Павловской волости Вязниковского уезда, с 1926 года — в составе Сергиево-Горской волости.
С 1929 года деревня входила в состав Курковского сельсовета Селивановского района, с 1940 года — в составе Чертковского сельсовета, с 2005 года — в составе Чертковского сельского поселения.

## Население
| 1859 | 1905 | 1926 | 2002 | 2010 | 2021 |
| ---- | ---- | ---- | ---- | ---- | ---- |
| 171  | ↗250 | ↗269 | ↘11  | ↘6   | ↗8   |

## Инфраструктура
Личное подсобное хозяйство с зоной сельскохозяйственного использования, индивидуальная застройка усадебного типа. В 1859 году в деревне числилось 15 дворов, в 1905 году — 44 двора, в 1926 году — 61 двор.

## Транспорт
Деревня доступна автотранспортом. Автобусное сообщение с райцентром. Остановка общественного транспорта «Петровское». 